# Xã Kimball, Quận Jackson, Minnesota
Xã Kimball (tiếng Anh: Kimball Township) là một xã thuộc quận Jackson, tiểu bang Minnesota, Hoa Kỳ. Năm 2010, dân số của xã này là 129 người.